# Lijst van gouverneurs en commissarissen van de Koning in Groningen
Dit is een lijst van gouverneurs en commissarissen van de Koning van Groningen. Eerstgenoemde titel werd in 1850 vervangen door de tweede.
| Termijn   | Naam                                                                   | Leven     | Politieke kleur | Bijzonderheden                                                                      |
| --------- | ---------------------------------------------------------------------- | --------- | --------------- | ----------------------------------------------------------------------------------- |
| 1814-1830 | mr. Gustaaf Willem baron van Imhoff                                    | 1767-1830 |                 | overleden 13 februari 1830                                                          |
| 1830-1850 | mr. Willem Frederik Lodewijk baron Rengers                             | 1789-1859 | orangist        | was lid van de Tweede Kamer, werd lid van de Raad van State                         |
| 1850-1852 | Louis Gaspard Adrien graaf van Limburg Stirum                          | 1802-1884 | liberaal        | was voorzitter van de Eerste Kamer, werd commissaris des Konings in Gelderland      |
| 1853-1867 | mr. Isaäc Antoni Soetens van Roijen                                    | 1800-1868 | liberaal        | was lid van de Eerste Kamer                                                         |
| 1867-1882 | mr. Louis graaf van Heiden Reinestein                                  | 1809-1882 | conservatief    | was lid van de Tweede Kamer, ovl. 2 november 1882                                   |
| 1883-1893 | jhr.mr. Johan Æmilius Abraham van Panhuys                              | 1836-1907 | onafhankelijk   | was burgemeester van Groningen, werd commissaris der Koningin in Overijssel         |
| 1893-1917 | mr.dr. Carel Coenraad Geertsema                                        | 1843-1928 | liberaal        | werd lid van de Eerste Kamer                                                        |
| 1917-1925 | jhr.mr.dr. Edzard Tjarda van Starkenborgh Stachouwer                   | 1859-1936 | liberaal        | was burgemeester van Groningen                                                      |
| 1925-1933 | jhr.mr. Alidius Warmoldus Lambertus Tjarda van Starkenborgh Stachouwer | 1888-1978 | liberaal        | zoon van de vorige commissaris, werd later gouverneur-generaal van Nederlands-Indië |
| 1933-1937 | mr.dr. Joachim Pieter Fockema Andreae                                  | 1879-1949 | liberaal        | was burgemeester van Utrecht                                                        |
| 1937-1941 | mr. Johannes (Hans) Linthorst Homan                                    | 1903-1986 | LSP             | was burgemeester van Vledder                                                        |
| 1942-1945 | Christiaan Frederik Staargaard                                         | 1885-1951 | NSB             |                                                                                     |
| 1945-1954 | dr. Edzo Hommo Ebels                                                   | 1889-1970 | LSP, PvdV, VVD  | oud-lid van gedeputeerde staten van Groningen                                       |
| 1954-1961 | mr. Willem Augustijn Offerhaus                                         | 1897-1961 | VVD             | was notaris, ovl. 24 november 1961                                                  |
| 1962-1970 | mr. Cornelis Laurens Willem (Cees) Fock                                | 1905-1999 | VVD             | was secretaris-generaal van het ministerie van Algemene Zaken                       |
| 1970-1980 | mr. Edzo Hendrik Toxopeus                                              | 1918-2009 | VVD             | was lid van de Tweede Kamer, werd lid van de Raad van State                         |
| 1980-1996 | Hendrik Johan Lubert (Henk) Vonhoff                                    | 1931-2010 | VVD             | was burgemeester van Utrecht                                                        |
| 1996-2007 | Johannes Gerardus Maria (Hans) Alders                                  | 1952-     | PvdA            | oud-minister                                                                        |
| 2007-2016 | drs. Margrietus Johannes (Max) van den Berg                            | 1946-     | PvdA            | was lid van het Europese parlement                                                  |
| 2016-     | mr. drs. Frederik Johannes (René) Paas                                 | 1966-     | CDA             | oud-raadslid en -wethouder van de gemeente Groningen                                |

Drenthe · Flevoland · Friesland · Gelderland · Groningen · Limburg · Noord-Brabant · Noord-Holland · Overijssel · Utrecht · Zeeland · Zuid-Holland